# Celtic Woman: A Christmas Celebration
Celtic Woman: A Christmas Celebration – drugi album zespołu Celtic Woman, wydany 3 października 2006. Album ten utrzymał pierwsze miejsce na listach przebojów World Music przez ponad 68 tygodni pobijając rekord poprzedniego albumu (Celtic Woman) tego zespołu.
Album zawiera występy wokalistek Chloë Agnew, Lisy Kelly, Méav Ní Mhaolchatha, Órla Fallon i skrzypaczki Máiréad Nesbitt. Album zyskał status złotej płyty w grudniu 2006 roku (za sprzedaż 500 tysięcy egzemplarzy), przez RIAA. Utwory zostały wydane na CD i DVD.

## Lista utworów
| Nr  | Tytuł                                               | Wykonawca                                                                  | Czas  |
| --- | --------------------------------------------------- | -------------------------------------------------------------------------- | ----- |
| 1.  | "O Holy Night"                                      | Chloë Agnew, Órla Fallon, Lisa Kelly, Máiréad Nesbitt, Méav Ní Mhaolchatha | 04:27 |
| 2.  | "Away in a Manger"                                  | Órla Fallon                                                                | 02:32 |
| 3.  | "Ding Dong Merrily on High"                         | Chloë Agnew, Órla Fallon, Lisa Kelly, Máiréad Nesbitt, Méav Ní Mhaolchatha | 02:49 |
| 4.  | "White Christmas"                                   | Chloë Agnew, Lisa Kelly, Méav Ní Mhaolchatha                               | 03:21 |
| 5.  | "Silent Night"                                      | Máiréad Nesbitt, Méav Ní Mhaolchatha                                       | 03:25 |
| 6.  | "Christmas Pipes"                                   | Chloë Agnew, Órla Fallon, Lisa Kelly, Máiréad Nesbitt, Méav Ní Mhaolchatha | 03:54 |
| 7.  | "The Christmas Song"                                | Lisa Kelly                                                                 | 03:35 |
| 8.  | "Carol of the Bells"                                | Máiréad Nesbitt                                                            | 02:20 |
| 9.  | "Have Yourself a Merry Little Christmas"            | Chloë Agnew, Órla Fallon, Lisa Kelly, Máiréad Nesbitt, Méav Ní Mhaolchatha | 02:27 |
| 10. | "Panis Angelicus"                                   | Chloë Agnew                                                                | 03:58 |
| 11. | "Don Oíche Úd i mBeithil (That Night in Bethlehem)" | Chloë Agnew, Órla Fallon, Máiréad Nesbitt, Méav Ní Mhaolchatha             | 02:45 |
| 12. | "O Come All Ye Faithful"                            | Chloë Agnew, Órla Fallon, Lisa Kelly, Máiréad Nesbitt, Méav Ní Mhaolchatha | 03:52 |
| 13. | "The Little Drummer Boy"                            | Chloë Agnew, Órla Fallon                                                   | 03:48 |
| 14. | "The Wexford Carol"                                 | Méav Ní Mhaolchatha                                                        | 03:07 |
| 15. | "Let It Snow!" (Special Bonus Track)                | Chloë Agnew, Lisa Kelly, Máiréad Nesbitt, Méav Ní Mhaolchatha              | 02:30 |

### Bonus w japońskiej edycji
| Nr  | Tytuł                                 | Wykonawca                                                                  | Czas  |
| --- | ------------------------------------- | -------------------------------------------------------------------------- | ----- |
| 16. | "Beyond the Sea" (30 Sec. CM Version) | Chloë Agnew, Órla Fallon, Lisa Kelly, Máiréad Nesbitt, Méav Ní Mhaolchatha | 00:40 |